# Timo Nikki
Timo Nikki, född 1960, är en finländsk gitarrist, sångare, kompositör och grundare av det finska hårdrocksbandet Peer Günt.